# Vártorony
A vártornyok fajtái: lakótorony, öregtorony, védőtorony. Elvileg mindhárom típusnak volt védelmi funkciója is, de a védőerejük különböző.

## Lakótornyok
A lakótoronyok eredete még vitatott. Az európai várépítészetben a kezdeteket a normann lakótornyok jelzik. A korai lakótornyok falai rendkívül vastagok voltak, elérték a 4-5 métert és több emeletsorra osztottak. Bejáratuk az első emelet magasságában volt, melyet veszély esetén igyekeztek megközelíthetetlenné tenni. A lakótornyok francia neve donjon. Az angolban a keep, később tower, a németben a Wohnturm, Bergfried, Hauptturm kifejezéseket használják. A 11-12. században a lakótornyok az építtető várúr és családja védelmét is szolgálták. A lakótornyok védelme passzív jellegű. Földszintükön kút, élelmiszerraktár volt.

## Öregtornyok
Az öregtorony egy a lakótoronynál összetettebb váregyüttes része. Az öregtorony a váregyüttes tornyainak legerősebbike. Benne várőrség tartózkodik. Falai vékonyabbak a lakótoronynál, 1,6-2 méter vastagok. Öregtornya van pl. a várgesztesi, hegyesdi, vitányi váraknak.

## Védőtornyok
A védőtorony a vár védőövének része, védelmi és figyelő funkciója volt. Falainak vastagsága 1,6 méter körüli. Alapterületük jelentősen kisebb, mint a lakó- és öregtornyokénak. A várépítészet korai korszakában a védőtornyok a várfalon belül álltak. Az ilyen védőtornyokkal rendelkező várakat belső tornyos váraknak is nevezzük. Ilyen pl. Diósgyőr, Tata, Szigliget, Veszprém. A várfalon belüli védőtornyok védelme passzív jellegű.  A várépítészet későbbi korszakában a védőtornyokat a falak elé építették, ezeknek már aktívabb védelmi funkciójuk volt. Ezeket a várakat  külső tornyos váraknak nevezzük. A védőtornyok közül némelyek kaputorony (barbakán) funkcióval rendelkeztek.

## Lásd még
- Vár